# Foo fighter
Navnet/begrebet foo fighter blev dannet af de allierede luftfartøjers piloter under anden verdenskrig for mystiske luftfænomener, som f.eks. glødende kugler, set i luftrummet over Tyskland. Oprindeligt blev foo fighter anvendt med en halv-nedsættende henvisning til japanske kamppiloter, som var kendt for deres uberegnelige flyvning og ekstreme manøvrering. Foo fighter var derfor en rammende frase for uberegnelige hurtigt flyvende objekter (som f.eks. ufoer). Man troede under krigen, at det måske var et hemmeligt nazi-våben, men tyskerne var ligeså mystificeret af fænomenet.
Måske har termen foo fighter oprindelse i den surrealistiske tegneserie Smokey Stover. Smokey, en brandmand, var glad for at sige "Where there's foo there's fire."